# Jan Woutersz van Cuyck

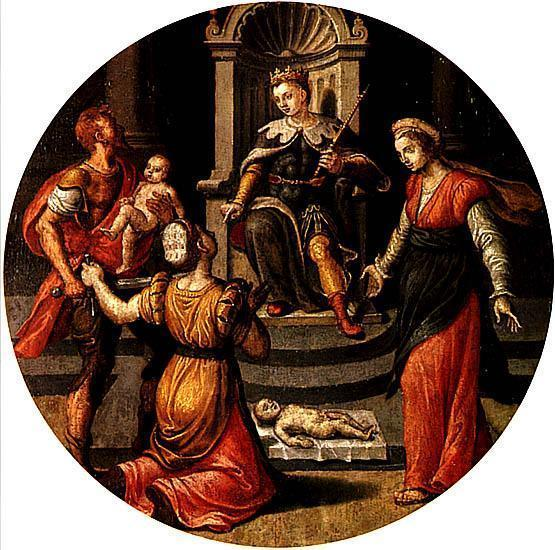
Le Jugement de Salomon de Jan Woutersz van Cuyk.

Jan Woutersz van Cuyck (1540 environ-1572) était un peintre néerlandais de la Renaissance. Il devint célèbre à cause de sa foi mennonite qui le conduisit au martyre. Ses lettres écrites en prison furent publiées dans le Martyr's Mirror.
Emprisonné à cause de sa foi mennonite, la légende assure qu'il fut contraint de représenter le maire de Dordrecht sous les traits de Salomon dans un tableau qui devait figurer dans le Vierschaar (en) de l'hôtel de ville. Mais, en fait, le tableau aurait été réalisé 20 ans auparavant.
Jan Woutersz van Cuyck fut étranglé puis brûlé à Dordrecht avec un autre mennonite, Adriaentgen Jans van Molenaarsgraaf.

## Source de la traduction
- (en) Cet article est partiellement ou en totalité issu de l’article de Wikipédia en anglais intitulé « Jan Woutersz van Cuyck » (voir la liste des auteurs).